# Apoptose-Inhibitoren
Apoptose-Inhibitoren (englisch Inhibitors of apoptosis protein, IAP) sind eine Familie von Proteinen, die erstmals bei Baculoviren entdeckt wurden und als endogene Inhibitoren für die Apoptose (programmierter Zelltod) wirken.

## Historie
IAP-codierende Sequenzen wurden erstmals 1993 im Genom von Baculoviren entdeckt. Dabei wurde festgestellt, dass IAPs an der Unterdrückung des Zelltodes von Baculovirus-infizierten Wirtszellen beteiligt sind. Seitdem wurden viele weitere IAP-Vertreter in unterschiedlichen Spezies gefunden. Diesen IAPs gemein ist das Vorhandensein von mindestens einer BIR-Domäne (Baculovirus IAP repeat), die aus etwa 70 Aminosäuren besteht und für die Hemmung der Apoptose verantwortlich ist.

## Die IAP-Familie
Die humane IAP-Familie umfasst derzeit acht Proteine.
- Die drei IAPs XIAP, c-IAP-1 und c-IAP-2 inhibieren direkt die Caspasen-3, -7 und die Procaspase-9[5]
- Survivin inhibiert die Caspasen-3, -7 und -9.[6][7][8][9][10]
- c-IAP-1 und c-IAP-2 sind in die Signaltransduktion von membranständigen Rezeptoren, beispielsweise  TNF-Rezeptor 2 (TNFR2) Komplex, involviert.[3]
- ILP2, ML-IAP, NAIP und BRUCE sind weitere IAPs.[5][4]

## Auswirkungen
Tumorzellen steigern mit Hilfe der Apoptose-Inhibierung ihre Vitalität und werden so gegenüber immunologischen und zytotoxischen Therapien resistent. Das Fehlen der Caspaseaktivität führt zu einer erhöhten Resistenz gegenüber der Apoptoseinduktion.
Transformierte Zellen überexprimieren lediglich Survivin und ML-IAP. Survivin ist dabei am häufigsten tumorspezifisch exprimierte IAP. Dies macht es zum interessantesten Mitglied dieser Proteinfamilie und zu einem wichtigen Untersuchungsobjekt der Onkologie.